# Pier Paolo Bianchi
Pier Paolo Bianchi (Rimini, 11 marzo 1952) è un pilota motociclistico italiano ritiratosi dall'attività agonistica.

## Carriera

Bianchi, su HuVo-Casal, nel vittorioso Gran Premio delle Nazioni 1984 nella classe 80.

Il debutto nelle competizioni avvenne a Cesenatico nel 1968, in sella ad una Guazzoni 60. Con le "zanzare" milanesi Bianchi corse sino al 1971, ottenendo buoni risultati sia in pista che nelle gare in salita. Nel 1972 divenne pilota ufficiale Minarelli, vincendo il Campionato della Montagna nella 50, titolo ripetuto nei due anni successivi.
Il suo esordio nel mondo del motomondiale avvenne nel campionato della Classe 125 del 1973, in sella ad una Yamaha 125. Wild-card della Minarelli nell'anno successivo, fu ingaggiato prima come gregario e poi come pilota principale dalla Morbidelli, con cui ha esordito nel 1975.
L'anno successivo egli vinse il suo primo titolo mondiale nella 125 dopo aver conquistato sei gran premi (Austria, Germania, Jugoslavia, Paesi Bassi, Svezia e Finlandia) e aver preceduto di 23 lunghezze nella classifica generale lo spagnolo Ángel Nieto. Nel 1977 bissò il titolo conquistato l'anno seguente in maniera ancora più netta: sette vittorie, due secondi posti e 131 punti in classifica generale.
Nel 1978 tornò alla Minarelli, dove ebbe l'opportunità di conquistare quattro gare e di ottenere un terzo posto in classifica nella 125. Peggio ancora andò nel 1979, dove Pier Paolo Bianchi dovette accontentarsi di tagliare per primo il traguardo solo due volte: in Svezia nel mondiale e a Misano nel campionato Italiano. Nel 1980 decise di passare alla MBA, dove conquistò il terzo alloro mondiale nella 125.
A questo terzo trionfo seguirono lunghi periodi di crisi agonistiche e di sperimentazioni tecniche, concluse con le due opache stagioni (1982-1983) in sella alla neonata Sanvenero. Nel 1984 si rimise in luce arrivando terzo nel mondiale riservato alla categoria 80 cc (cogliendo anche due vittorie) mentre nel 1985 sembrava pronto per rivincere il mondiale della 125, ma un problema meccanico lo attardò nell'ultima gara a San Marino, con Fausto Gresini che vinse corsa e titolo iridato.
L'annata 1985 fu l'ultima stagione positiva per Bianchi: da qui al momento del suo ritiro (l'ultima stagione agonistica avvenne nel 1989) dovette accontentarsi di vincere un solo gran premio, con la Seel, nella categoria classe 80.
Nel 2003 il presidente in carica Ciampi conferì a Pier Paolo Bianchi l'onorificenza di Commendatore dell'Ordine al Merito della Repubblica Italiana, con lui furono premiati altri campioni del mondiale come Giacomo Agostini, Bruno Ruffo, Eugenio Lazzarini e Carlo Ubbiali.

## Risultati nel motomondiale

### Classe 50
| 1973 | Classe | Moto  |    |    |   |    |    |   |   |   |    |   |    |   |  |  |  | Punti | Pos. |
| ---- | ------ | ----- | -- | -- | - | -- | -- | - | - | - | -- | - | -- | - |  |  |  | ----- | ---- |
| 1973 | 50     | Tomos | NE | NE | - | 14 | NE | - | - | - | NE | - | NE | - |  |  |  | 0     |      |

| 1974 | Classe | Moto      |   |   |    |     |    |   |   |   |   |   |   |   |  |  |  | Punti | Pos. |
| ---- | ------ | --------- | - | - | -- | --- | -- | - | - | - | - | - | - | - |  |  |  | ----- | ---- |
| 1974 | 50     | Minarelli | - | - | NE | Rit | NE | - | - | - | - | - | - | - |  |  |  | 0     |      |

| Legenda | 1º posto        | 2º posto            | 3º posto            | A punti      | Senza punti        | Grassetto – Pole position Corsivo – Giro più veloce |
| Legenda | Gara non valida | Non qual./Non part. | Ritirato/Non class. | Squalificato | '-' Dato non disp. | Grassetto – Pole position Corsivo – Giro più veloce |

### Classe 80
| 1984 | Classe | Moto       |    |   |   |   |   |    |     |   |   |    |    |   |  |  |  | Punti | Pos. |
| ---- | ------ | ---------- | -- | - | - | - | - | -- | --- | - | - | -- | -- | - |  |  |  | ----- | ---- |
| 1984 | 80     | HuVo-Casal | NE | 1 | 1 | 4 | 2 | NE | Rit | 6 | 4 | NE | NE | 6 |  |  |  | 68    | 3º   |

| 1986 | Classe | Moto |   |   |   |   |   |   |    |    |  |    |   |   |  |  |  | Punti | Pos. |
| ---- | ------ | ---- | - | - | - | - | - | - | -- | -- |  | -- | - | - |  |  |  | ----- | ---- |
| 1986 | 80     | Seel | 4 | 5 | - | 3 | 6 | - | NE | NE |  | NE | 1 | - |  |  |  | 44    | 8º   |

| Legenda | 1º posto        | 2º posto            | 3º posto            | A punti      | Senza punti        | Grassetto – Pole position Corsivo – Giro più veloce |
| Legenda | Gara non valida | Non qual./Non part. | Ritirato/Non class. | Squalificato | '-' Dato non disp. | Grassetto – Pole position Corsivo – Giro più veloce |

### Classe 125
| 1973 | Classe | Moto   |   |   |   |   |   |   |   |   |   |   |   |   |  |  |  | Punti | Pos. |
| ---- | ------ | ------ | - | - | - | - | - | - | - | - | - | - | - | - |  |  |  | ----- | ---- |
| 1973 | 125    | Yamaha | - | - | - | 5 | - | - | - | - | - | - | - | - |  |  |  | 6     | 22º  |

| 1974 | Classe | Moto                        |   |   |     |   |    |   |   |   |    |   |     |     |  |  |  | Punti | Pos. |
| ---- | ------ | --------------------------- | - | - | --- | - | -- | - | - | - | -- | - | --- | --- |  |  |  | ----- | ---- |
| 1974 | 125    | Bimm-Minarelli e Morbidelli | - | - | Rit | 3 | NE | - | - | - | NE | - | Rit | Rit |  |  |  | 10    | 17º  |

| 1975 | Classe | Moto       |     |   |   |   |   |    |   |   |   |    |  |  |  |  |  | Punti | Pos. |
| ---- | ------ | ---------- | --- | - | - | - | - | -- | - | - | - | -- |  |  |  |  |  | ----- | ---- |
| 1975 | 125    | Morbidelli | Rit | 4 | 2 | 2 | 2 | NE | 2 | 2 | 2 | NE |  |  |  |  |  | 72    | 2º   |

| 1976 | Classe | Moto       |    |   |   |   |    |   |     |   |   |    |     |   |  |  |  | Punti | Pos. |
| ---- | ------ | ---------- | -- | - | - | - | -- | - | --- | - | - | -- | --- | - |  |  |  | ----- | ---- |
| 1976 | 125    | Morbidelli | NE | 1 | 1 | 1 | NE | 1 | Rit | 1 | 1 | NE | Rit | 1 |  |  |  | 90    | 1º   |

| 1977 | Classe | Moto       |     |   |   |   |   |   |   |   |   |   |   |    |  |  |  | Punti | Pos. |
| ---- | ------ | ---------- | --- | - | - | - | - | - | - | - | - | - | - | -- |  |  |  | ----- | ---- |
| 1977 | 125    | Morbidelli | Rit | 2 | 1 | 1 | 1 | 1 | 1 | 9 | 1 | 2 | 1 | NE |  |  |  | 131   | 1º   |

| 1978 | Classe | Moto      |   |     |   |   |     |     |   |   |     |  |  |    |  |  |  | Punti | Pos. |
| ---- | ------ | --------- | - | --- | - | - | --- | --- | - | - | --- |  |  | -- |  |  |  | ----- | ---- |
| 1978 | 125    | Minarelli | 1 | Rit | 3 | 1 | Rit | Rit | 1 | 1 | Rit |  |  | NE |  |  |  | 70    | 3º   |

| 1979 | Classe | Moto      |   |     |    |     |     |   |    |   |   |     |   |   |   |  |  | Punti | Pos. |
| ---- | ------ | --------- | - | --- | -- | --- | --- | - | -- | - | - | --- | - | - | - |  |  | ----- | ---- |
| 1979 | 125    | Minarelli | - | Rit | 11 | Rit | Rit | 7 | 13 | - | 1 | Rit | 5 | - | 3 |  |  | 35    | 10º  |

| 1980 | Classe | Moto |   |   |   |     |   |   |   |   |   |   |  |  |  |  |  | Punti | Pos. |
| ---- | ------ | ---- | - | - | - | --- | - | - | - | - | - | - |  |  |  |  |  | ----- | ---- |
| 1980 | 125    | MBA  | 1 | 1 | 2 | Rit | 4 | 4 | 2 | 3 | 5 | 7 |  |  |  |  |  | 90    | 1º   |

| 1981 | Classe | Moto |   |   |     |     |   |   |   |   |    |   |   |     |   |    |  | Punti | Pos. |
| ---- | ------ | ---- | - | - | --- | --- | - | - | - | - | -- | - | - | --- | - | -- |  | ----- | ---- |
| 1981 | 125    | MBA  | 5 | 3 | Rit | Rit | 3 | 3 | 2 | 3 | NE | 3 | 4 | Rit | 4 | NE |  | 84    | 3º   |

| 1982 | Classe | Moto      |   |   |        |   |   |     |   |   |   |     |   |   |    |    |  | Punti | Pos. |
| ---- | ------ | --------- | - | - | ------ | - | - | --- | - | - | - | --- | - | - | -- | -- |  | ----- | ---- |
| 1982 | 125    | Sanvenero | 6 | 3 | [ 15 ] | - | 2 | Rit | 3 | 2 | 3 | Rit | - | - | NE | NE |  | 59    | 4º   |

| 1983 | Classe | Moto      |    |   |     |   |   |   |   |   |   |   |   |   |  |  |  | Punti | Pos. |
| ---- | ------ | --------- | -- | - | --- | - | - | - | - | - | - | - | - | - |  |  |  | ----- | ---- |
| 1983 | 125    | Sanvenero | NE | - | Rit | 3 | 3 | 3 | - | - | - | - | 7 | 5 |  |  |  | 40    | 8º   |

| 1985 | Classe | Moto |    |   |   |   |   |    |   |   |   |   |   |     |  |  |  | Punti | Pos. |
| ---- | ------ | ---- | -- | - | - | - | - | -- | - | - | - | - | - | --- |  |  |  | ----- | ---- |
| 1985 | 125    | MBA  | NE | 1 | 3 | 1 | 4 | NE | 1 | 5 | 5 | 2 | 2 | Rit |  |  |  | 99    | 2º   |

| 1986 | Classe | Moto |   |   |   |   |    |   |   |   |    |   |   |   |  |  |  | Punti | Pos. |
| ---- | ------ | ---- | - | - | - | - | -- | - | - | - | -- | - | - | - |  |  |  | ----- | ---- |
| 1986 | 125    | MBA  | 7 | 5 | - | 4 | NE | - | 7 | 7 | 10 | 9 | 6 | - |  |  |  | 34    | 8º   |

| 1987 | Classe | Moto |    |   |   |   |   |    |   |   |   |   |   |   |   |    |    | Punti | Pos. |
| ---- | ------ | ---- | -- | - | - | - | - | -- | - | - | - | - | - | - | - | -- | -- | ----- | ---- |
| 1987 | 125    | MBA  | NE | 5 | 4 | 5 | - | NE | 5 | - | 2 | 6 | - | - | - | NE | NE | 43    | 7º   |

| 1988 | Classe | Moto   |    |    |    |    |   |   |   |   |    |   |   |   |   |   |    | Punti | Pos. |
| ---- | ------ | ------ | -- | -- | -- | -- | - | - | - | - | -- | - | - | - | - | - | -- | ----- | ---- |
| 1988 | 125    | Cagiva | NE | NE | NQ | NE | 4 | - | - | 9 | 12 | - | - | - | - | - | NE | 24    | 19º  |

| 1989 | Classe | Moto |  |  |    |    |    |     |    |    |    |  |  |  |  |  |    | Punti | Pos. |
| ---- | ------ | ---- |  |  | -- | -- | -- | --- | -- | -- | -- |  |  |  |  |  | -- | ----- | ---- |
| 1989 | 125    | Seel |  |  | NE | NQ | NQ | Rit | NQ | NE | NQ |  |  |  |  |  | NE | 0     |      |

| Legenda | 1º posto        | 2º posto            | 3º posto            | A punti      | Senza punti        | Grassetto – Pole position Corsivo – Giro più veloce |
| Legenda | Gara non valida | Non qual./Non part. | Ritirato/Non class. | Squalificato | '-' Dato non disp. | Grassetto – Pole position Corsivo – Giro più veloce |

### Classe 250
| 1976 | Classe | Moto              |     |    |    |    |   |   |   |   |   |   |     |    |  |  |  | Punti | Pos. |
| ---- | ------ | ----------------- | --- | -- | -- | -- | - | - | - | - | - | - | --- | -- |  |  |  | ----- | ---- |
| 1976 | 250    | Bimota/Morbidelli | Rit | NE | NQ | NP | - | - | - | - | - | - | Rit | 15 |  |  |  | 0     |      |

| Legenda | 1º posto        | 2º posto            | 3º posto            | A punti      | Senza punti        | Grassetto – Pole position Corsivo – Giro più veloce |
| Legenda | Gara non valida | Non qual./Non part. | Ritirato/Non class. | Squalificato | '-' Dato non disp. | Grassetto – Pole position Corsivo – Giro più veloce |